# Bernard Outin
Pour les personnes ayant le même patronyme, voir Outin.
Bernard Outin, né le 26 janvier 1944 à Firminy (Loire) et mort le 24 mars 2008 dans la même ville, est un homme politique français. Membre du PCF, il est maire de Firminy de 1992 à 2001 et député de la 4e circonscription de la Loire de 1997 à 2002.

## Biographie
Bernard Outin est né dans une famille modeste de mineur de Firminy.
Il connait très tôt une jeunesse militante puisque son père Marcel est élu conseiller municipal au sortir de la guerre avec le maire communiste Marcel Combe puis intègre la première équipe de Théo Vial-Massat en 1971. Son père, mineur, est arrêté lors des grèves des mineurs de l'automne 1948 pour avoir été un des meneurs et passe plusieurs mois à la prison de Bellevue à Saint-Étienne. Pendant ce temps, sa mère élève la famille grâce à la solidarité minière.
Bernard Outin effectue sa scolarité dans les écoles primaires de la ville et la poursuit au cours complémentaire (lycée des gens modestes). Il réussit son concours d'entrée à l'École normale de Montbrison où il apprend pendant quatre ans les rudiments du métier de pédagogue.
Sa formation achevée, il revient à Firminy et est nommé à l'école des Noyers. En 1972, il est à l'initiative de la création du premier centre aéré de la ville. Il termine sa carrière d'enseignant à la tête de la Fédération des œuvres laïques de la Loire avec la responsabilité de dizaines d'implantations de colonies et de l'épanouissement de milliers d'enfants.
En 1983, Bernard Outin est élu conseiller municipal dans l'équipe de Théo Vial-Massat. En 1989, il devient premier adjoint. Il prend le poste de maire de Firminy en avril 1992 lorsque Théo Vial-Massat décide de passer la main.Il occupe cette fonction jusqu'en 2001, date à laquelle il perd l'élection municipale face RPR Dino Cinieri.